# Alain Knuser
Alain Knuser (*  7. Dezember 1994) ist ein Schweizer Bobsportler und Kickboxer.

## Werdegang
Bis 2015 absolvierte Knuser nationale sowie internationale Wettkämpfe im Light-Contact-Kickboxen. In der Saison 2013/14 wurde er Schweizer Meister in der Gewichtsklasse bis 81 kg. Ein Jahr zuvor war er noch Dritter geworden. Im Weltcup erreichte er einen dritten Rang in der Klasse 80+.

### Bobsport
Knuser fand im Jahr 2015 zum Bobsport. Im Frühjahr wurde er vom Bobteam Clemens Bracher als Anschieber unter Vertrag genommen. In der ersten Saison 2015/16 bestritten sie den gesamten Europacup. In der Saison 2016/2017 folgten neben dem Europacup das Debüt im Weltcup und die Qualifikation für die Weltmeisterschaft 2017 in Königssee, wo Knuser mit Clemens Bracher als Pilot den 22. Rang im Viererbob erreichte.
Bei den Anschub-Schweizer-Meisterschaften 2017 holte Knuser mit seinem Teamkollegen Marco Dörig den Junioren-Schweizer-Meistertitel.
In der Saison 2017/2018 qualifizierte sich das Team um Clemens Bracher für den Weltcup als Schweiz zwei. In derselben Saison startete Knuser zum ersten Mal mit dem Nachwuchspiloten Michael Vogt und verstärkte das Juniorenteam bei den Juniorenweltmeisterschaften in St. Moritz wo sie U23-Vizeweltmeister im 4er-Bob wurden. Ende 2018 reiste Knuser nach Pyeongchang zu den Olympischen Spielen, wo er mit dem Team Bracher den 14. Rang im 4er-Bob erreichte.
Nach dem Rücktritt von Clemens Bracher im Sommer 2018 wechselte Knuser zum Bobteam Vogt. Gemeinsam mit Michael Vogt, Sandro Michel, Silvio Weber und Olyver Gyger bestritt er den gesamten Weltcup und schloss diesen bei den Weltmeisterschaften in Whistler 2019 mit einem 5. Rang ab. Am selben Wettkampf stellten sie den Speedrekord von 156,9 km/h auf, welcher nur noch vom Team um Francesco Friedrich geschlagen wurde (157,0 km/h). Somit ist das Team Vogt im 4er-Bob nach wie vor der zweitschnellste je gefahrene Bobschlitten bei einem offiziellen Wettkampf.
Nach der Saison 2019 musste Knuser eine Operation der rechten Hüfte vornehmen und hatte eine lange Rehabilitationszeit von ca. eineinhalb Jahren.
In der Saison 2020/2021 kämpfte er sich zurück in den Weltcup und verhalf dem Team in der Saison 2021/2022 mit diversen Top-8-Resultaten zur Qualifikation für die Olympischen Spiele in Peking, welche er aus Selektionsentscheiden jedoch nicht bestreiten durfte.
2022/2023 war seine bisher erfolgreichste Saison, mit seinem Team erkämpfte er sich mehrere Top-5-Resultate im Weltcup sowie die Bronzemedaille an den Europameisterschaften in Altenberg.

## Erfolge

### Kickboxen
- Schweizer Meister 2013 im Light-Contact-Kickboxen Men A –81kg

### Bobsport
- Vize-Schweizer-Meister 2015/2016 im Viererbob mit dem Bobteam Bracher
- 4. Rang an den Schweizer Meisterschaften 2015/2016 mit dem Piloten Franz Baumann
- 12. Rang beim Weltcupdebüt 2017 in Innsbruck im Viererbob mit dem Bobteam Bracher
- Junioren-Schweizer-Meister an den Anschub-Schweizer-Meisterschaften 2017
- 14. Rang an den Olympischen Spielen in Pyeongchang (KOR) 2018
- 3. Rang an den Juniorenweltmeisterschaften in Königssee (DE) 2019
- 5. Rang an der Weltmeisterschaft in Whistler (CAN) 2019
- 3. Rang an den Europameisterschaften in Altenberg (DE) 2023
- Diverse Top-6-Rangierungen im Weltcup